# Pia Tjelta
Pia Tjelta (Stavanger, 12 september 1977) is een Noorse actrice.

## Carrière
Tjelta studeerde aan de theateracademie in Oslo. Ze begon haar studie in 2000, maar door twee jaar verlof en de geboorte van een kind maakte ze haar studie pas in 2006 af. Haar filmdebuut maakte ze echter al in de in 2001 verschenen komedie Mongoland. In 2007 werd de Noorse met haar rol in de film Mars & Venus genomineerd voor een Amandaprisen en een aan het Norwegian International Film Festival gelieerde Audience Award in de categorie Beste actrice. Met haar acteerwerk in de film 90 minutter (90 minutes) volgde in 2013 opnieuw een nominatie voor een Amandaprisen. Ditmaal in de categorie Beste vrouwelijke bijrol. Voor haar optreden in Blindsone (Blindspot) ontving Tjelta in 2018 de aan het San Sebastián International Film Festival gerelateerde Zilveren Schelp en in 2019 de Amandaprisen. Datzelfde jaar was ze genomineerd voor een Golden Screen met haar rol in de televisieserie Lykkeland (State of Hapiness), waarvoor ze in 2022 een Gullruten won in de categorie Beste vrouwelijke bijrol.
In 2023 won ze ook een Gullruten in de categorie Beste actrice, voor haal rol in Made in Oslo.
Haar dochter Sofia (2001) acteert ook.

## Filmografie (selectie)
| Jaar        | Titel                                                                                   | Rol           | Type productie | Opmerkingen     |
| ----------- | --------------------------------------------------------------------------------------- | ------------- | -------------- | --------------- |
| 2001        | Mongoland                                                                               | Pia           | Film           |                 |
| 2007        | Mars & Venus                                                                            | Ida           | Film           |                 |
| 2008        | Lønsj (Cold Lunch)                                                                      | Heidi         | Film           |                 |
| 2008        | Varg Veum - Falne engler                                                                | Rebecca       | Film           |                 |
| 2012        | 90 minutter (90 minutes)                                                                | Elin          | Film           |                 |
| 2014        | Kaptein Sabeltann og skatten i Lama Rama (Kapitein Sabeltand en de schat van Lama Rama) | Rosa          | Film           |                 |
| 2014 - 2019 | Neste Sommer                                                                            | Anki          | Televisieserie | 24 afleveringen |
| 2018        | Beck                                                                                    | Heidi Hovland | Televisieserie | 4 afleveringen  |
| 2018        | Blindsone (Blindspot)                                                                   | Maria         | Film           |                 |
| 2018 - 2022 | Lykkeland (State of Hapiness)                                                           | Ingrid Nyman  | Televisieserie | 16 afleveringen |
| 2019        | Hidden: Förstfödd                                                                       | Leander       | Televisieserie | 5 afleveringen  |
| 2020        | Norsemen                                                                                | Drakenrijder  | Televisieserie | 6 afleveringen  |
| 2022        | Made in Oslo                                                                            | Elin          | Televisieserie | 8 afleveringen  |